# Lac Fournière
Lac Fournière är en sjö i Kanada.   Den ligger i regionen Abitibi-Témiscamingue och provinsen Québec, i den sydöstra delen av landet, 300 km nordväst om huvudstaden Ottawa. Lac Fournière ligger 299 meter över havet. Arean är 31 kvadratkilometer. Den sträcker sig 6,3 kilometer i nord-sydlig riktning, och 9,1 kilometer i öst-västlig riktning.
Trakten runt Lac Fournière är nära nog obefolkad, med mindre än två invånare per kvadratkilometer.